# J. J. Fad
J. J. Fad è un girl group statunitense formatosi nel 1985. È attualmente costituito dalle rapper Juana Burns "MC J.B.", Dana Birks "Baby D" e Michelle Franklin "Sassy C".

## Storia del gruppo
Le J. J. Fad sono salite alla ribalta con l'album in studio Supersonic (1988), certificato oro dalla Recording Industry Association of America per le 500 000 unità equivalenti, disco con cui hanno raggiunto la 49ª posizione della Billboard 200. L'album ha prodotto il singolo omonimo, disco d'oro e prima entrata del gruppo nella Billboard Hot 100.
Nel dicembre 1990 viene presentato il secondo disco, intitolato Not Just a Fad.

## Formazione
Attuale
- Juana Burns "MC J.B."
- Dana Birks "Baby D"
- Michelle Franklin "Sassy C"

Ex componenti
- Anna Cash "Lady Anna"
- Juanita Lee "Crazy J."
- Fatima Shaheed "O.G. Rocker"
- DJ Train

## Discografia

### Album in studio
- 1988 – Supersonic
- 1990 – Not Just a Fad

### Singoli
- 1987 – Anotha Ho
- 1988 – Supersonic
- 1988 – Way Out
- 1988 – Is It Love
- 1990 – We in the House
- 1990 – Be Good ta Me